# Phasicnecus sulphureotinctus
Phasicnecus sulphureotinctus is een vlinder uit de familie van de Eupterotidae. De wetenschappelijke naam van de soort is voor het eerst geldig gepubliceerd in 1912 door Strand.